# Punto G
Il punto G,  anche come punto Gräfenberg (dal nome del ginecologo tedesco Ernst Gräfenberg, erroneamente ritenuto lo scopritore di questa struttura anatomica), sarebbe un punto particolarmente sensibile della parete anteriore della vagina dell'essere umano femminile e, si teorizza, di altri mammiferi.
Nonostante la quasi totalità degli studi condotti in questo ambito abbiano dimostrato senza dubbio l'inesistenza del punto G, questa rimane ancora per molti argomento di discussione.

## Storia
Già nella cultura orientale era creduta l'esistenza di una particolare zona del corpo femminile che, oltre al clitoride, sarebbe stata determinante per il raggiungimento del suo pieno piacere sessuale: negli antichi testi filosofico-religiosi quest'area era definita "punto del sole" o "punto del piacere". In occidente, nella seconda metà del XVII secolo, un medico e speziale olandese, Reigner de Graaf (1641-1693), in un suo trattato di medicina - poi andato perduto, ma ricordato negli scritti di vari autori suoi contemporanei - riferì la presenza di un'area, in prossimità della vagina, di elevata sensibilità erogena.
Il punto G vero e proprio venne per la prima volta descritto nel 1982 da Alice Lada e Beverly Whipple, le quali travisarono alcune frasi di un articolo di Ernst Gräfenberg (che per inciso non descrisse alcun punto vaginale sensibile) per creare il mito del punto G. In realtà la dottoressa Alice Kahan Ladas ha scritto un libro intitolato "il punto G", come riportato sotto nella bibliografia, nel quale ne fa menzione e porta tutta una serie di riscontri a favore della teoria.

## Studi scientifici
Molteplici ricerche mediche hanno smentito l'esistenza del punto G, riportando di come non vi sia alcuna zona della vagina a maggiore innervazione rispetto ad altre.
Test eseguiti su alcune donne, che hanno esaminato l'innervazione della parete vaginale, dimostrerebbero l'inesistenza di un'area o un punto di maggiore innervazione o di maggior densità di terminazioni nervose. Lo studio ha esaminato con metodo scientifico ben 110 biopsie ricavate da 21 donne, concludendo che un sito di maggior innervazione o di maggior densità di innervazione è assente nella vagina umana. Per questo motivo in ambito scientifico si ritiene che il punto G non esista.

## Altre ipotesi
Secondo la ricercatrice australiana Helen O'Connel, il punto G sarebbe in realtà la parte terminale della struttura interna della clitoride, che può raggiungere, all'interno del corpo femminile, una complessiva lunghezza di 10 centimetri.
Nel febbraio del 2008 il professor Emmanuele Jannini, docente di Sessuologia Medica presso l'Università degli studi dell'Aquila, ha pubblicato, sulla rivista The Journal of Sexual Medicine, un controverso studio teso a dimostrare la presenza - seppur solo in alcune donne - del fantomatico punto G. Questo studio, però, è stato molto criticato dalla comunità scientifica poiché dalle ecografie mostrate nell'articolo non si evince alcuna struttura anatomica da identificarsi con il punto G.